# 日本國鐵ED75型電力機車
ED75型電力機車（日语：ED75形電気機関車）是日本國有鐵道的交流電力機車車款之一，适用于供电制式为20千伏50赫兹（或60赫兹）的工频单相交流电的电气化铁路，也是日本國鐵當中數量最多的交流電力機車。
由1963年至1976年間，日立製作所、三菱電機、三菱重工業、東芝公司共生產了302台該型機車，佔日本國鐵交流電力機車總數超過三分之一，曾經是東北地方常磐線、東北本線、奧羽本線、羽越本線等幹線的主力機車。1987年國鐵分割民營化後，尚存的ED75型電力機車均改屬東日本旅客鐵道及日本貨物鐵道。

## 開發背景
1960年代初，日本国有铁道开始对东北地方的常磐线实施交流电气化改造。1961年至1963年间，分四个阶段完成了常磐线取手至草野间的交流电气化改造工程。为了满足常磐线交流电气化之后的牵引需要，日本国铁开发研制了ED75型电力机车，作为常磐线水戶以北的主力机车。1963年12月27日，由三菱电机、三菱重工业试制的ED75 2号机车率先落成；而几乎在同一时间，由日立制作所试制的ED75 1号机车亦在同年12月30日落成。
ED75型电力机车是客货运通用的四轴交流电力机车，也是在总结自1950年代中期以来日本国铁交流电力机车研制经验的基础上，研制而成的新一代国铁标准型交流电力机车。因此，ED75型电力机车在设计上必须具有较广泛的适应性，不仅需要适用于常磐线所在的东北地区，还要考虑到九州和北海道地区交流电气化铁路的使用需要，机车只需要变更主变压器及少部分电气设备，即可对应50赫兹（东北及北海道地区）或60赫兹（九州地区）的单相工频电气化铁路。
ED75型电力机车不论机械部分或电气系统，均采用了许多与其他电力机车通用的标准化形式；机械部分方面包括轻量化车体结构、旁承承载转向架、低位对称斜牵引拉杆、轴悬式驱动装置等成熟技术；而电气系统方面，牵引电动机、平波电抗器、辅助电动机等电器设备都尽量采用国铁标准化形式。除此之外，ED75型电力机车也是第一种采用级间相控调压的日本电力机车，使用变压器低压侧调压配合磁放大器相位控制，来实现牵引电动机端电压的平滑调节，从而获得了与晶闸管相控电力机车接近的调速性能。调压开关的控制采用无触点控制电路。硅整流器采用日立制作所开发的标准型硅二极管元件。
机车小时功率为1900千瓦，整备重量为67.2吨，最高运转速度为100公里/小时，起动牵引力和持续牵引力达到27,000公斤和14,100公斤，可以满足单机牵引1200吨货物列车（远期1300吨）在10‰长大坡道上起动的需要，而在平直道上单机牵引550吨旅客列车（远期600吨）的最大平衡速度可达95公里/小时。

## 型式區分

### 基本番台（M型）

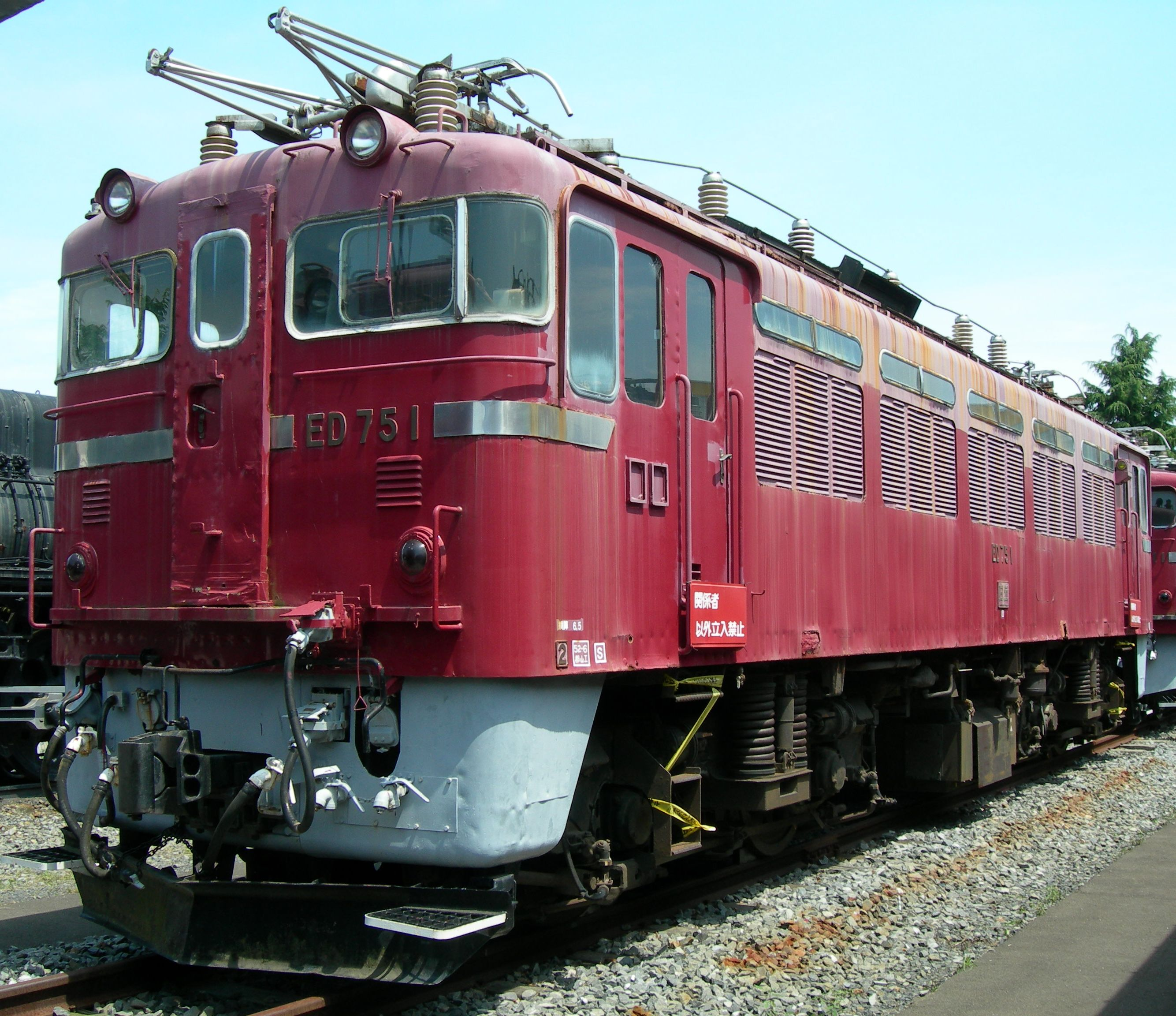
ED75 1號電力機車

- 原型车（1～2）

1963年12月，日立制作所和三菱重工业分别试制了首两台ED75型电力机车的原型车，装用TM11型主变压器及MT52型牵引电动机，走行部采用DT129A、DT129B型转向架，其中2号机车的车体钢结构改为采用预制构件的组装工艺，以提高生产效率。
- 第一次量產車（3～49）

1964年，开始批量生产首批47台ED75型电力机车，以满足常磐線及東北本線交流电气化后的牵引需要。根据首两台原型车的试验结果，第一次量产车亦作出相应改进，采用了经过改良的主变压器，调压开关、磁放大器、硅整流器、司机控制器、避雷器、空气断路器等电气设备，车内设备布置也作出了调整。
- 第二次量產車（50～100）

1965年11月至1966年9月，因应东北本线仙台至盛冈区段完成交流电气化，生产了第二批51台ED75型电力机车。第二次量产车加强了耐寒耐雪性能，例如在前窗玻璃上方加装冰柱切割板，以防走行中的机车撞上冰柱而造成车窗损坏。为了避免机车在交直流交接站（黑磯站）错误进入直流区间，机车主电路增设了熔断器。从85号机车开始，加强了司机室的电热取暖装置，并改进了平波电抗器的冷却通风系统。
- 第三次量產車（101 - 160）

1966年至1968年，由于常磐线草野至岩沼区段及东北本线盛冈至青森区段完成交流电气化，生产了第三批60台ED75型电力机车。由于第三次量产车的运用地区更加寒冷，因此进一步加强了耐寒耐雪性能，例如将车体下部的空气制动装置集中安装在一个保温机械箱内，箱体内装有100瓦的电热装置，并大幅改变了空气管路的布置方式，将制动系统排水管安装在平波电抗器和牵引电动机冷却风道之间，避免空气制动系统内因水汽冻结而造成故障。此外，第三次量产车取消了前窗上方的冰柱切割板，重联插座由KE63型改为KE77型，受电弓由PS101型改为PS101B型。从1967年生产的132号机车开始，改为采用经改良的MT52A型牵引电动机和PS101C型受电弓，改用MH3058-FK92A型电动通风机以减少噪音，并提高了闸瓦制动装置的制动倍率。

### 300番台

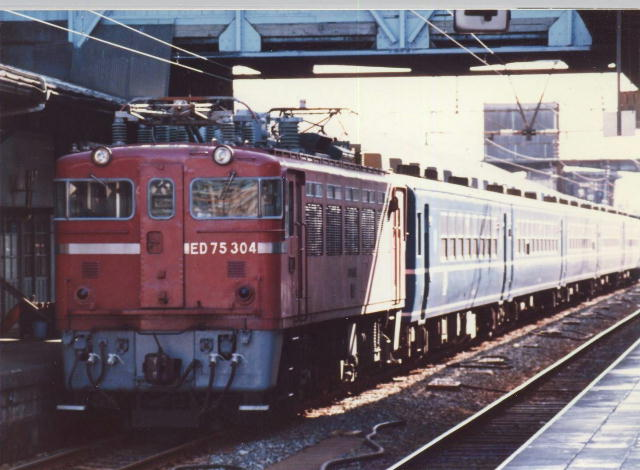
ED75 304号机车

1965年，因应鹿兒島本線久留米至熊本区段完成交流电气化，而生产了首批10台ED75型300番台电力机车（301～310），适用于九州地区的20千伏60赫兹单相交流电气化铁路，作為ED73型電力機車的后继增備機車。这批机车改为采用对应60赫兹交流电的TM11B型主变压器，辅助机械设备的电压亦由400伏特提高至440伏特，而其他部分则仍然与基本番台第一次量产车保持相同。
1966年10月，日本国铁实施运行图调整，由10000系货车组成的高速貨物列車正式投入运营，九州地区的ED75型300番台电力机车亦相应加装了电空制动装置、制动增压装置，以及传递电空制动信号的KE72型电气连接器。1967年，为配合鹿儿岛本线高速货物列车增发的需要，又再新造一台ED75型300番台电力机车（311），该机车除了主变压器外其他部分与基本番台第三次量產車（132～）保持相同，并在出厂时已配备上述的高速运转对应设备。
需要注意的是，ED75型300番台电力机车的电空制动装置是基于对应牵引10000系货车，并非完全对应20系客车的电空制动系统，例如，制动增压装置仅对机车产生作用，而无法对整列20系客车列车产生作用。然而，由于ED75型电力机车本身已设有总风管，可以满足20系客车的空气弹簧用风需要，因此仍然可以用来牵引20系客车，但最高运行速度限制为95公里/小时。

### 500番台（S型）

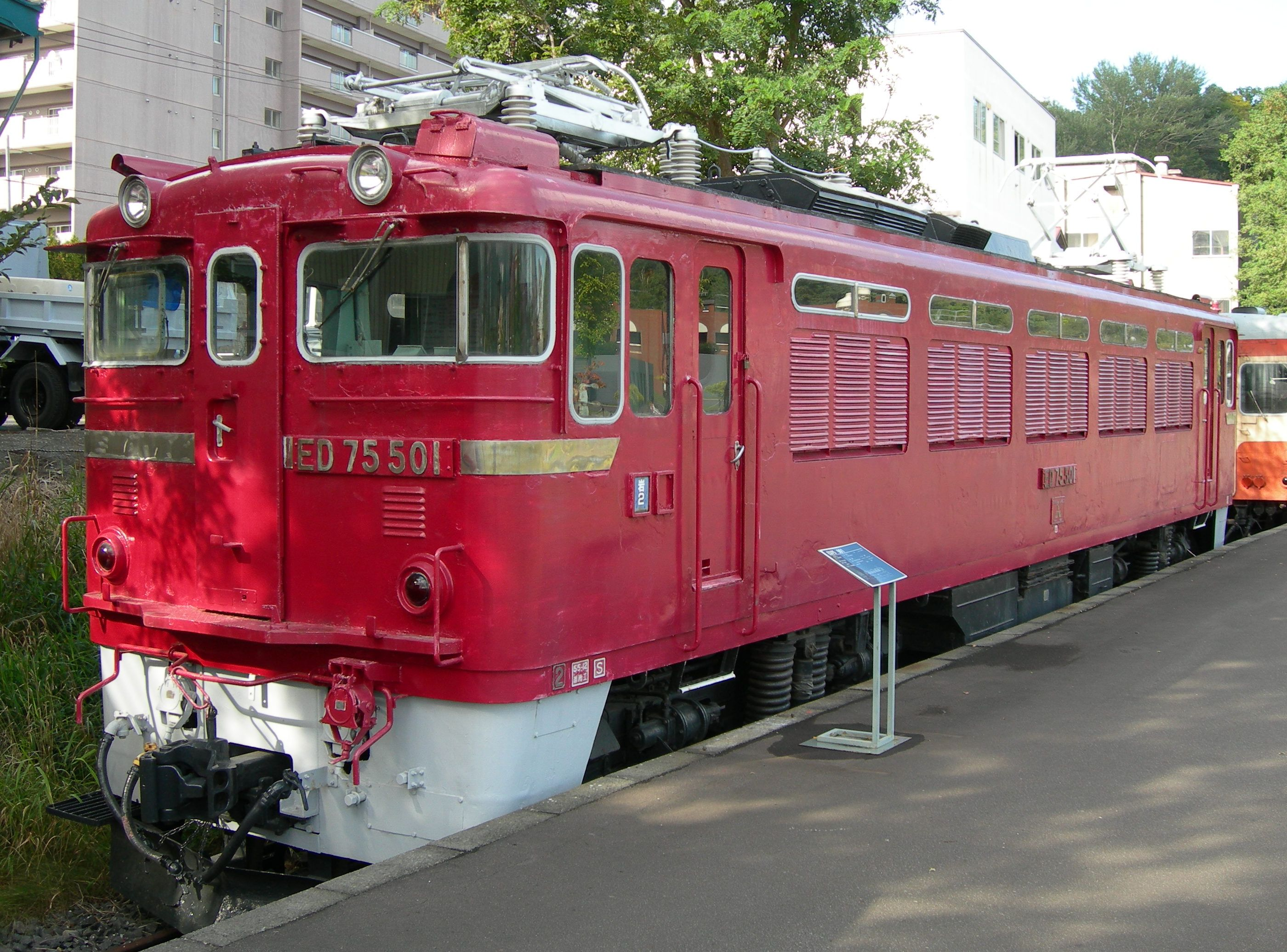
ED75 501号机车

1966年9月，因应北海道函馆本线交流电气化的需要，三菱电机及三菱重工业试制了首台ED75型500番台电力机车（501），这也是ED75型电力机车系列之中唯一采用晶闸管相位控制。这台机车吸取了此前ED93型电力机车（后来定型为ED77型电力机车）的研制经验，两者的机车主电路架构和设备基本相同，采用了TM12型主变压器、RS27型可控硅整流器，并改用DT129G、DT129H型转向架，车体长度亦延长至14600毫米，比其他ED75型电力机车增加了300毫米。
考虑到北海道冬季寒冷的使用环境，机车特别加强了防寒性能。部分车顶高压设备包括空气断路器和避雷器等改为安装在车体内部，可控硅整流器和平波电抗器的冷却空气由车体下部引进并从车顶排出，主要控制电器、空气制动系统以及制动闸瓦亦加装了电加热器，以防止发生冻结。1968年，受电弓由PS101型改为下框架交叉式设计的PS102A型，并取消了制动系统的绝缘变压器和电加热装置。
ED75型500番台电力机车的最大特点是采用了晶闸管四段半控桥式整流电路，取代了低压侧调压开关和磁放大器相位控制方式。整流器由反并联连接的晶闸管和二极管组成整流桥，利用相位控制直接进行无级调压。采用晶闸管相控调压不仅提高了电力机车的粘着牵引性能，还可以取消笨重的有触点式调压开关，调压时也不会有电弧产生。然而，当时正处于对晶闸管相控电力机车的早期摸索阶段，对高次谐波和功率因数的问题的认识不足。ED75型500番台电力机车投入试验后，发现晶闸管相控整流电路所产生的高次谐波电流，会对铁路沿线的通讯信号系统产生明显的电磁干扰。
1966年11月11日，ED75 501号机车配属札幌运转区，并在函馆本线钱函至手稻间的交流电化试验区段开始进行各项试验。因为上述高次谐波的技术缺陷，该型机车并未投入批量生产，但其部分技术被应用到1968年投产的ED76型500番台电力机车。由于ED75型电力机车没有搭载为旅客列车供暖的蒸汽锅炉，因此主要用于担当函馆本线岩見澤以北的货物列车牵引任务，至1986年10月停运报废。

### 700番台

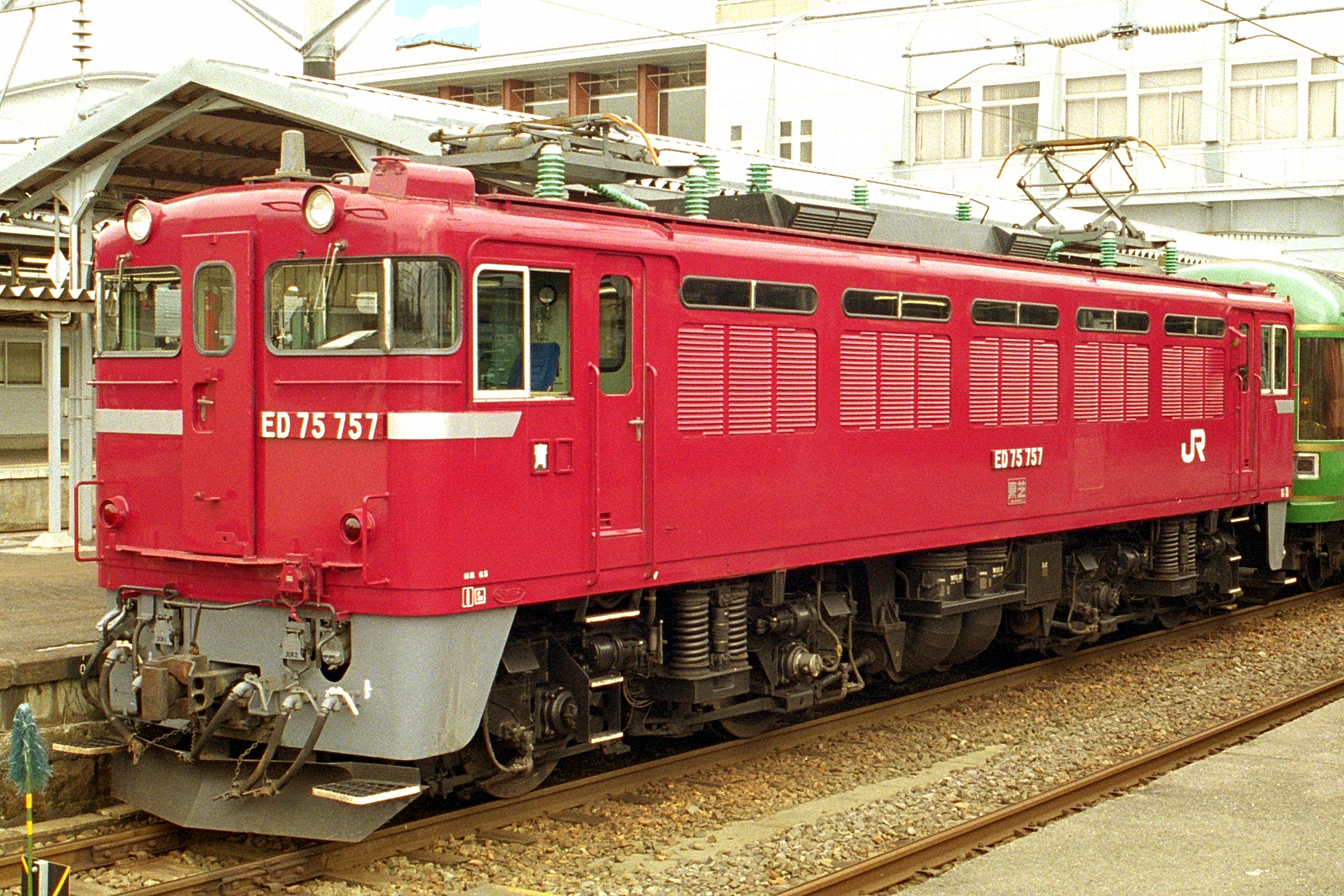
ED75 757號機車

1971年，为满足奧羽本線秋田至青森区段完成交流电气化后的牵引需要，开始批量生产首批ED75型700番台电力机车（701～734）。由于奧羽本線部分路段临近日本海海岸，冬季强劲的西北季候风所带来盐害是一个需要考虑到的问题，因此这批机车特别加强了防寒和防腐蚀性能。部分车顶高压设备包括断路器和避雷器等改为安装在车体内部，而机械室内的电气设备亦相应小型化以确保有足够的空间。主变压器以ED76型500番台电力机车为基础，并采用了单元化调压开关和追加列车供电线路；此外，还采用了真空断路器和真空接触器以减轻设备重量。
1972年至1976年，因应羽越本線新津至秋田区段、奥羽本線秋田至新庄区间完成交流电气化改造，又继续生产了第二批ED75型700番台电力机车（735～791）。这批机车与之前一批机车大致相同，但追加了单机制动增压装置。从同年生产的738号机车开始，取消了车体正面下方的司机室通风口以改善车体密封性，车体两端的不锈钢饰带被金属漆取代以防止盐害腐蚀，并改用下框架交叉式设计的PS103型受电弓，另外还将人体工程学的概念引入司机室，改善了司机操纵台的布置方式。

### 1000番台（P型）

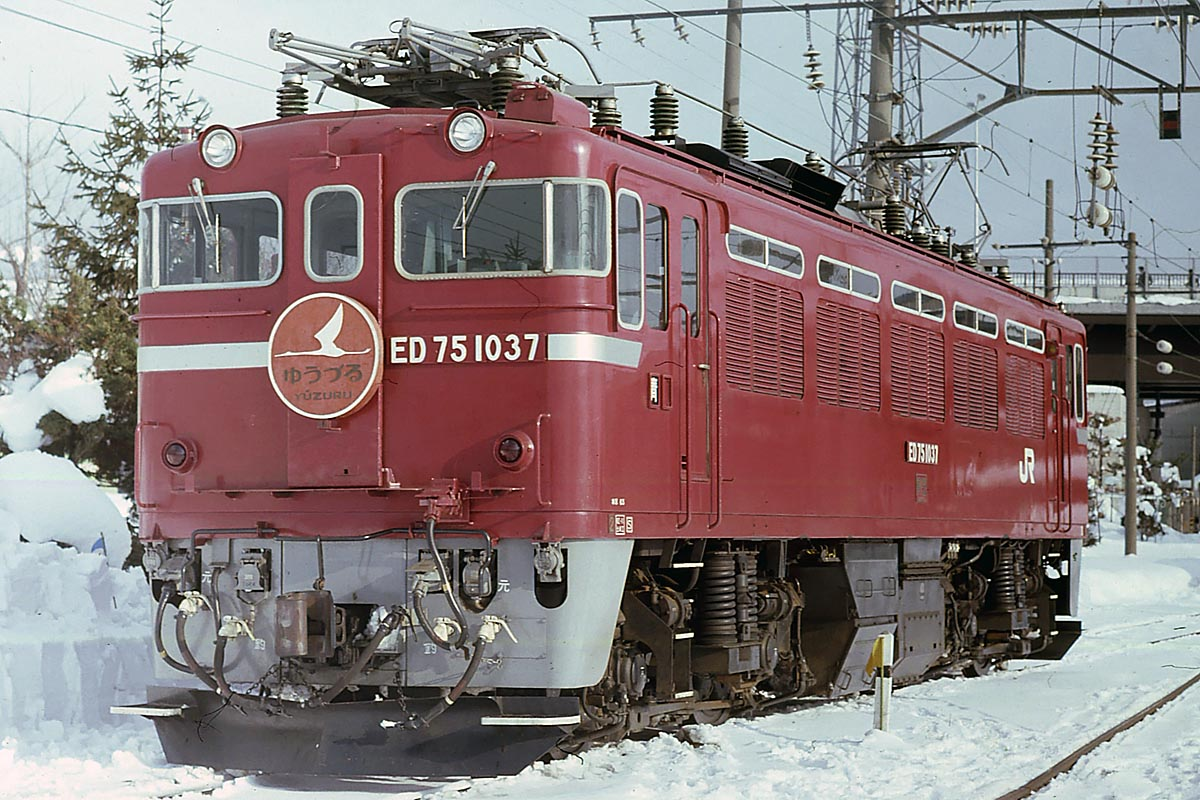
ED75 1037号机车

1968年，为了提高寝台旅客列车的旅行速度，日本国铁对所有20系客车进行制动系统改造，通过对原本的AS空气制动机加装电空阀、中继阀等电控装置改造为AREB电空制动机，实现列车制动系统的电控化，使列车最高运行速度由95公里/小时提高至110公里/小时。为了满足东北本线的20系卧铺旅客列车和10000系高速货物列车的牵引需要，1968年至1976年间共生产了39台ED75型1000番台电力机车（1001~1039）。
这批机车设有高速运转的对应设备，包括对应20系客车的電磁自動空氣制动装置，以及与20系客车乘务员室相连的有线电话，机车两端加装KE72H（电磁自動空氣制动）、KE59H（有线电话）型电气连接器，除此之外其他部分则与基本番台第三次量产车（132～146）保持相同。从1973年8月落成的1026号机车开始，在机车外观上作出了一些改进，例如取消了机车两端的司机室通风口及KE59H型有线电话插座，车体两端的不锈钢饰带亦被金属漆取代，并改用新型纵列双灯式电气供暖状态显示灯。

## 運用歷史

### 国铁时代

#### 东北地区

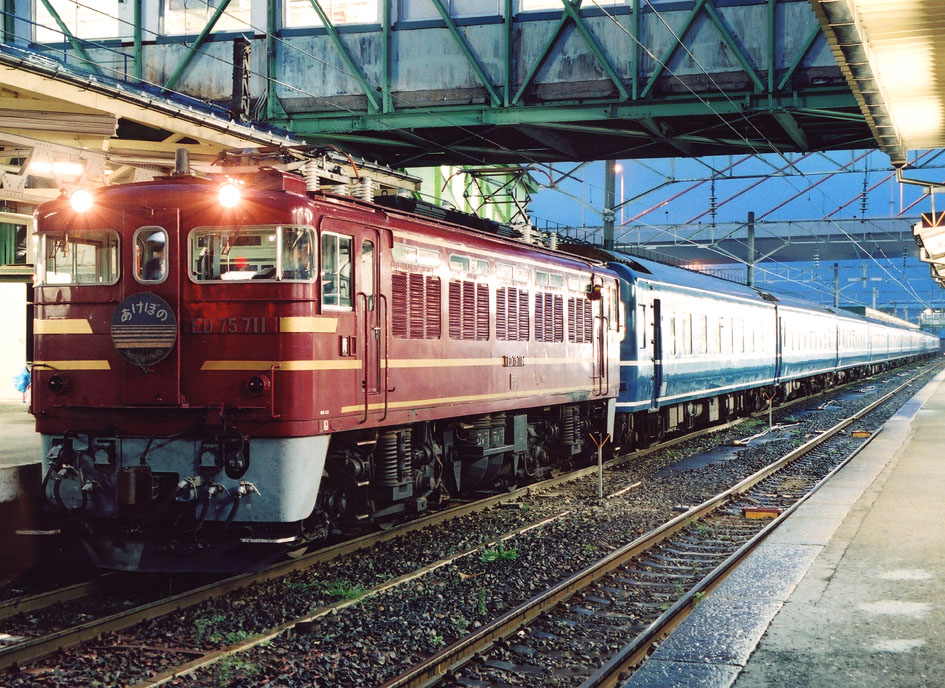
ED75 711号机车牵引“曙号”特急列车

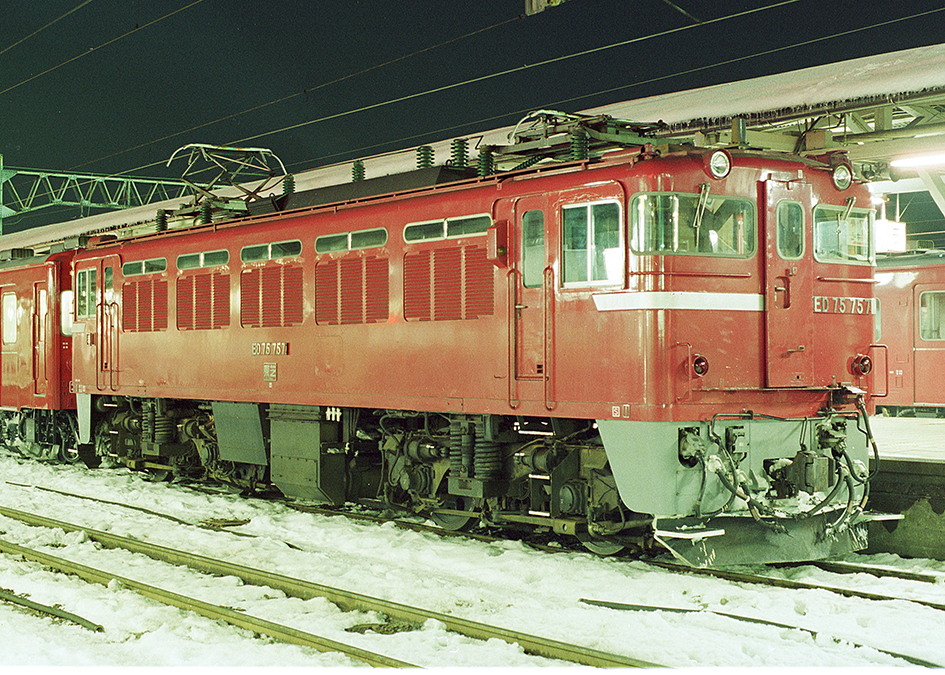
在山形車站的ED75 757号机车（1987年）

1964年初，首两台ED75型电力机车的原型车配属胜田电车区，并开始在常磐线水户至平间进行各项性能试验。同年，基本番台第一次量产车陆续配属胜田电车区，正式投入常磐线土浦至平间运用。当时常磐线的直通列车主要由交直流两用的EF80型电力机车牵引，ED75型电力机车则主要用于牵引短距离的普通旅客列车和区段货物列车。1964年夏季，胜田电车区的其中四台ED75型电力机车转配属福岛机关区，投入东北本线并与ED71型电力机车共同运用；同年10月国铁运行图调整，开行了上野至青森的“白鹤号”卧铺特急列车，亦由ED75型电力机车担当黑矶至仙台间的牵引任务。
1965年10月起，因应东北本线仙台至盛冈区段完成交流电气化，基本番台第二次量产车陆续配属福岛机关区和仙台运转所，用来取代原有的C61、C62型蒸汽机车。在东北本线从蒸汽牵引向电力牵引过渡期间，由于受到电力机车的交付进度限制，至翌年东北本线的货物列车仍然主要使用蒸汽机车牵引，而ED75型电力机车主要用于牵引旅客列车。1967年9月，常磐线全线的电气化改造工程全部完成，胜田电车区所属的ED75型电力机车全部转配属内乡机关区和长町机关区。
1968年10月，随着东北本线全线完成电气化改造，ED75型电力机车的运用区段亦延长为黑矶至青森，福岛机关区和仙台运转所所属的所有ED75型基本番台电力机车均转配属长町机关区和盛冈机关区，当时青森机关区配属有11台基本番台及15台1000番台机车，而盛冈机关区则配属有18台基本番台机车。青森机关区的ED75型1000番台机车主要担当“夕鹤号”卧铺特急列车及10000系高速货物列车的牵引任务，而基本番台机车主要担当包括“十和田号”急行列车在内的旅客列车和普通货物列车的牵引任务。1969年10月，上野至青森的“夕鹤号”特急列车增加到每天三对；1970年7月，上野至秋田的“曙号”特急列车正式开行。为配合寝台特急列车和高速货物列车的增加，青森机关区的ED75型1000番台机车配属数量亦逐渐增加。
1971年9月，奥羽本线秋田至青森区段完成交流电气化，首批34台ED75型700番台电力机车配属秋田机关区，主要担当“日本海号”、“曙号”等旅客列车和货物列车的牵引任务。1972年3月，羽越本线全线完成电气化改造，秋田机关区的ED75型700番台机车的配属数量增加至59台，运用范围亦进一步扩大为酒田至青森。1974年7月，ED75 736号机车因在羽越本线遭遇山体滑坡事故，成为第一台报废的ED75型电力机车。1975年11月，奥羽本线全线完成电气化改造，至1977年秋田机关区已经配属有90台ED75型700番台电力机车，担当山形至青森间大多数旅客列车及货物列车的牵引任务。
1976年11月，其中四对由20系客车担当的“夕鹤号”特急列车改由24系客车担当。由于24系客车不要求牵引机车需要特殊的配套设备，因此基本番台机车从此亦可以牵引“夕鹤号”列车，在某段时间“夕鹤号”列车的牵引任务还曾经转交内乡机关区担当。1978年起，青森机关区部分富余的ED75型1000番台机车转配属福岛运转所，用来淘汰日渐老化的ED71型电力机车。1980年，由于奥羽本线、羽越本线的货物列车开行对数减少，秋田机关区的部分ED75型700番台电力机车亦转配属到福岛运转所，同时福岛运转所的部分ED75型1000番台机车转配属长町机关区。
1980年代初，日本国铁为改善持续亏损的经营状况，大规模削減货物列车的开行数量。1984年2月，磐城货运站和内乡机关区被撤销，内乡机关区的所有ED75型电力机车均被转移到长町机关区。同时，运用时间最长的基本番台初期制造车辆逐渐停运及封存。1985年3月，国铁运行图调整后，“夕鹤号”列车的牵引任务集中由青森机关区担当。另一方面，东北本线一之关以南和常磐线全线的所有普通旅客列车均改由电力动车组担当，进一步加快的ED75型基本番台机车的封存进度，ED75型700番台机车的运用也渐趋减少。从1986年下半年起，考虑到连接本州和北海道的青函隧道即将通车，日本国有铁道为了充分利用闲置的ED75型电力机车，开始将其中34台ED75型700番台机车改造成ED79型电力机车，并投入到1988年开通的津輕海峽線运用。
國鐵分割民營化前夕，日本国铁对ED75型基本番台、700番台、1000番台电力机车作出了大规模配属调动。其中，青森东运转区（原青森机关区）的大部分ED75型1000番台机车转配属盛冈机关区和长町机关区，而ED75型700番台机车则配属青森东运转区、秋田运转所秋田支所（原秋田机关区）、福岛运转所。由于国铁货物列车的削减和行邮列车的停运，ED75 89号机车之前的所有基本番台车辆都在国铁民营化前报废。

#### 九州地区

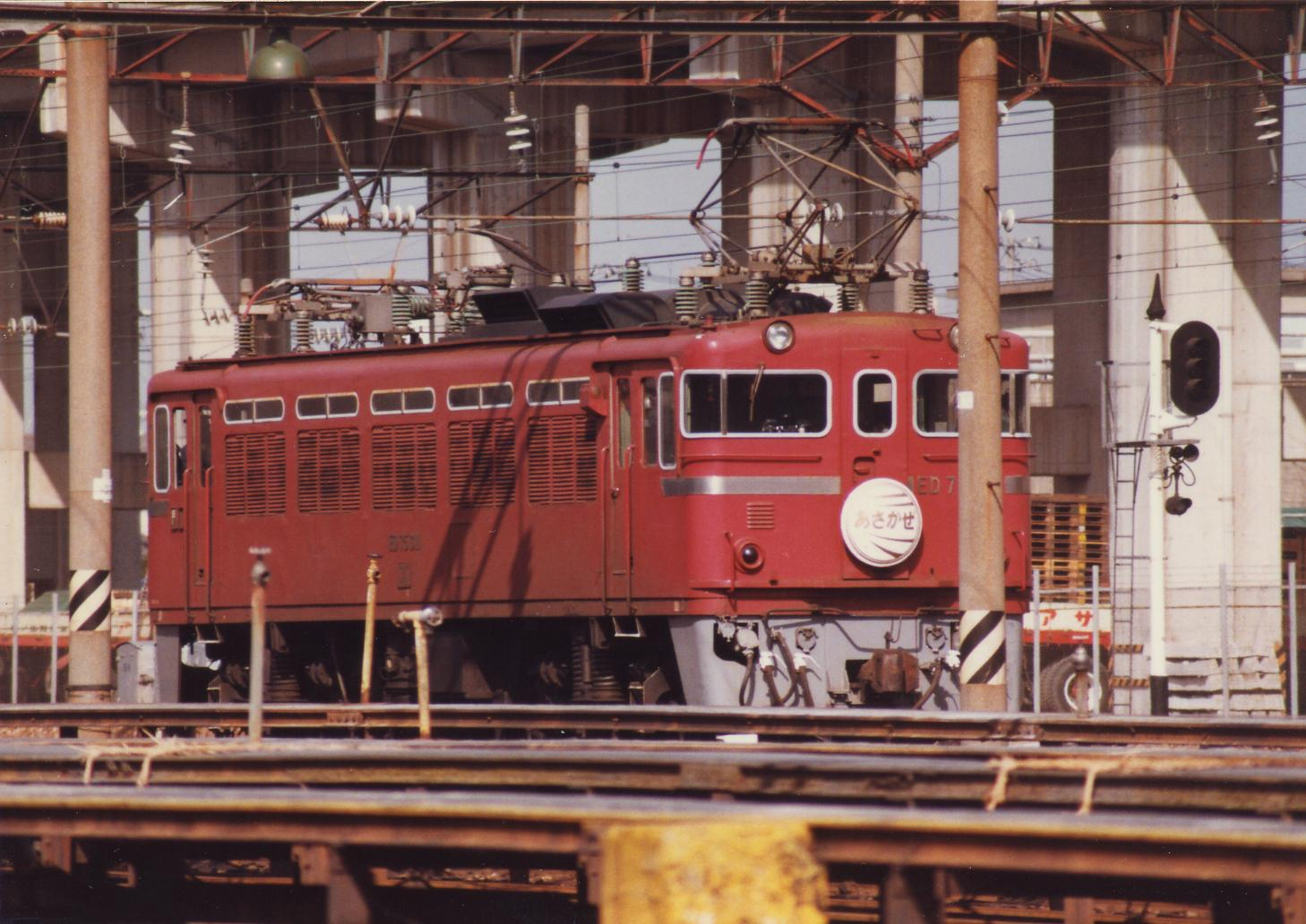
擔當“朝風號”特急列車本務的ED75型300番台電力機車

1965年，ED75型300番台电力机车开始配属门司机关区，并与ED73型电力机车共同投入鹿儿岛本线运用，主要担当“蓝色列车”和货物列车的牵引任务，包括“朝风号”、“瑞穗号”、“曙号”号特急列车。1966年10月运行图调整后，ED75型300番台机车开始牵引由10000系货车组成的高速货物列车，担当门司至香椎编组站间的牵引任务。由于受到线路条件和机车轴重的限制，即使九州地区主要干线全面实现交流电化之后，ED75型300番台机车仍然限定运用于北部九州地区（熊本以北），而带有可变轴重中间转向架的ED76型电力机车则拥有较大的使用范围。
1968年10月，日本国铁实施运行图大范围调整。为了提高寝台旅客列车的旅行速度，所有20系客车均改为装用电空制动机，因此所有九州地区到发的“蓝色列车”改由经过改造的ED73型1000番台电力机车牵引。至1970年代，随着“蓝色列车”逐步换型为新一代的14系客车、24系客车，ED75型300番台机车又再开始担当“蓝色列车”的牵引任务。1976年，长崎本线完成交流电气化改造后，该线的直通列车亦开始采用ED75型300番台机车牵引。1986年3月，全数11台ED75型300番台机车正式报废。

### 民營化後

#### JR東日本

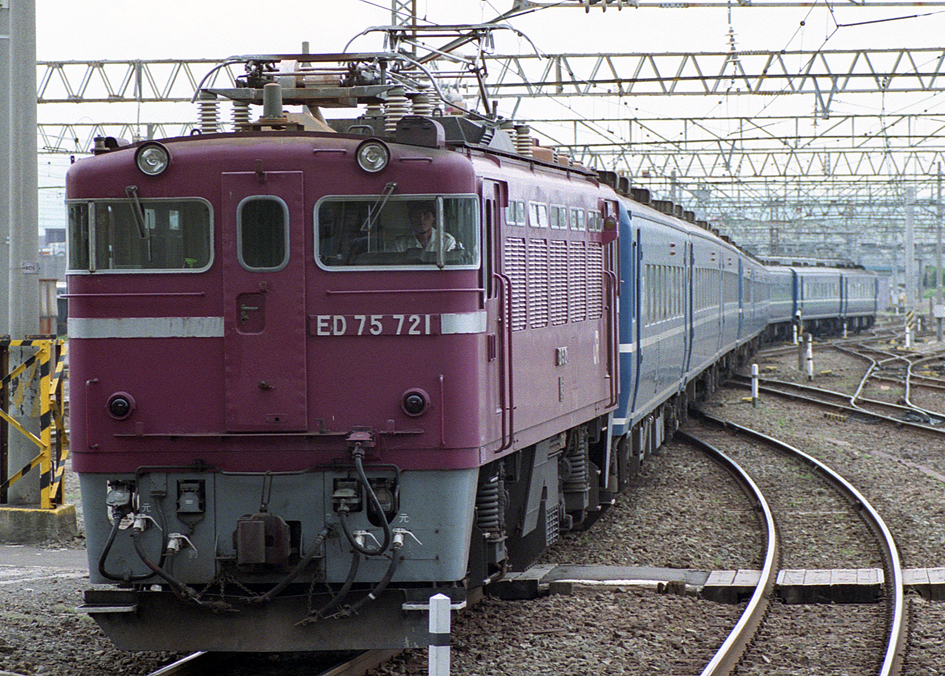
JR东日本的ED75型电力机车牵引“津轻号”急行列车（1987年）

1987年4月国铁分割民营化后，东日本旅客铁道（JR东日本）继承了部分后期制造的ED75型基本番台机车、少数ED75型1000番台机车和所有残存的ED75型700番台机车，主要担当东北地区的客车旅客列车（包括“夕鹤号”特急列车）和日本貨物鐵道（JR货物）委托的货物列车牵引业务。1990年代初，随着“八甲田号”等东北本线优等列车的停运，以及701系电力动车组投入普通旅客列车运用，ED75型电力机车的运用逐渐减少，而福岛运转所亦改组为福岛运输区（今福岛综合运输区）。
为了处理这些剩余资产，JR东日本将所有基本番台及部分1000番台机车转售予JR货物。然而，由于700番台机车当初是专门为羽越本線酒田以北而设计，并没有设置误入直流区间的主电路保护设备，因此转往其他路线使用则较为困难，只能够继续由JR东日本保留并逐步报废。此外，本来线路条件较差的磐越西線和仙山線，在1990年代中期以后通过强化线路建筑，使ED75型电力机车也能够牵引该线的临时列车。
截至2023年底，JR东日本尚配属4台ED75型700番台机车，其中配属秋田车辆中心1台（767）、仙台车辆中心（757～759）。秋田车辆中心的所属车辆从2007年3月起脱离定期运用的行列后，主要担当由JR货物委托的不定期货物列车的牵引业务，运用区段为土崎至酒田。仙台车辆中心的所属车辆主要用于牵引仙台周边地区的工务列车；若果“仙后座号”、“北斗星号”列车的本务列车发生故障，亦会临时使用ED75型电力机车代替EF81型电力机车担当牵引任务。

#### JR貨物

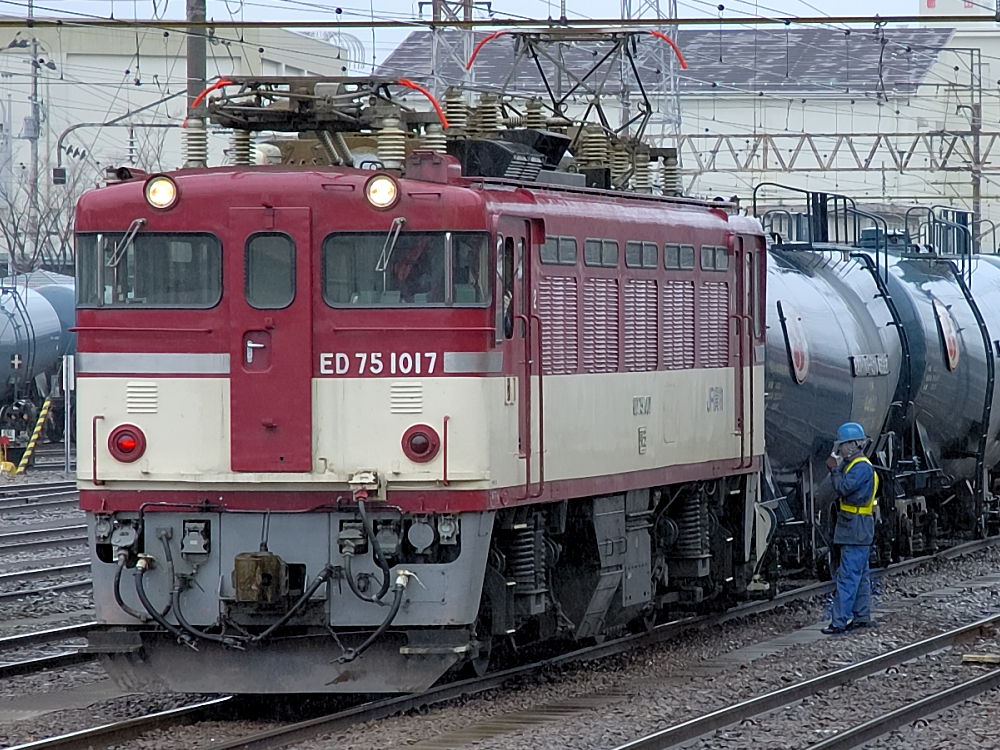
“白更新色”的ED75 1017号机车

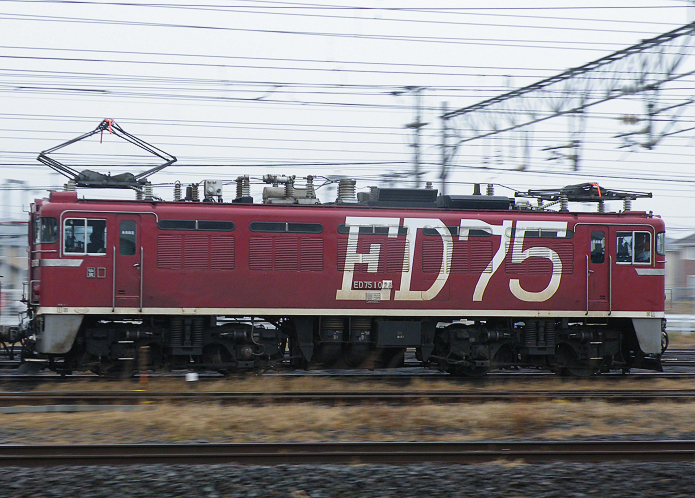
ED75 1028号机车

国铁分割民营化后，日本货物铁道（JR货物）继承了大部分尚存的ED75型基本番台、1000番台电力机车。1988年，为了提高铁路货物的输送能力，JR货物还从日本国有铁道清算事业团购置了9台基本番台机车（74、76、80、81、82、84、85、87、89），并将这批原本已除籍的车辆恢复车籍。
1990年代初，JR货物曾经对部分ED75型电力机车披上全新试验涂装，其中141号机车仍使用红色作为主色，但在车身两侧下半部各添加了一道白色带；而122、126、1004、1005号机车的车身上半及下半部分别采用了黑色和红色，车体两侧中央有奶油色的斜带，这些试验涂装至1990年代末期相继被撤销。
1993年起，JR货物开始对既有的ED75型电力机车逐步进行控制电器无触点化改造，完成改造后机车涂装亦相应变更，最初采用下半部白色的涂装，通称为“白更新色”；从2003年7月完成改造的1028号机车开始，改为采用车体裙板白色色带的涂装，通称为“新更新色”。除此之外，1028号机车还在车身两侧涂上巨大的“ED75”字体。
1999年以后，原本配属于盛冈机关区的所有ED75型电力机车，全部集中配属于仙台综合铁道部（原长町机关区），主要担当东北本线黑矶以北、常磐线水户以北等地的货物列车牵引任务。随着更多的EH500型电力机车投入东北本线运用，至2009年3月运行图调整后，ED75型电力机车不再担当黑矶至岩沼间的牵引任务；至2010年3月运行图调整后，ED75型电力机车在盛冈货物总站以北的定期运用及重联运用亦告终止。JR货物的ED75型电力机车也曾经在奥羽本线运用，担当盛冈货物总站至秋田货物站间的牵引任务，至2008年3月才被EF510型电力机车取代。
至2011年東日本大地震前，JR货物的ED75型电力机车的运用范围仅余下东北本线岩沼至盛冈货物总站间和常磐线水户以北。由于東日本大地震造成常磐线多处中断，原本用于常磐线的ED75型电力机车只能用于牵引仙台周边的区间货物列车。
截至2012年2月，JR货物仍保有7台ED75型电力机车，包括4台基本番台（113、114、140、143）和3台1000番台（1004、1015、1034）。2012年3月17日的运行图调整后，JR货物的ED75型电力机车全部停运，并存放于仙台综合铁道部。

## 技術特點

### 总体结构

#### 设备布置
ED75型电力机车是客货运通用的交流电力机车，适用于供电制式为20千伏50赫兹（或60赫兹）的工频单相交流电气化铁路。车体两端各设有一个司机室，司机室内机车运行方向的左侧设有司机操纵台，右侧设有副司机座席及手制动手柄，司机室两侧设有供乘务员乘降的侧门，司机室上方车顶装有两盏密封光束灯式前照灯。因考虑到机车重联运用的需要，机车两端采用了贯通型结构，司机室前端中央设有贯通门，以便乘务人员通过到另一台机车。
车体中部是设有各种机械及电气装置的机械室，车内设备采用单元化的布置方式，其中主变压器、调压开关及磁放大器位于中央位置，一端方向设有牵引电动机通风机、旋转式劈相机、控制电器等设备，二端方向设有硅整流器、电动空气压缩机、励磁电阻器等设备，机械室内设有贯通式双侧内走廊连接两端司机室。车顶安装有两台PS101型双臂式受电弓、高速断路器、避雷器等高压电气设备。车体下方的两台转向架之间吊装着平波电抗器、总风缸和蓄电池。

#### 通风系统
ED75型电力机车采用车体通风系统，车身两侧各设有五个通风百叶窗和采光玻璃窗。通风百叶窗设有空气滤清装置，是车内设备通风冷却的进风窗口。主要电气设备的冷却空气均取自车内，主变压器和磁放大器共用一台通风机，两台硅整流器亦共用一台通风机，从机械室内吸入冷风后经车顶通风口排出热风。车底的平波电抗器从机械室内吸入冷风，然后从电抗器箱体两侧排出热风。

#### 车体结构
ED75型电力机车的车体结构吸收了EF70、EF80型电力机车的设计经验，采用轻量化整体承载式全钢焊接结构箱型车体，车体全长13,500毫米，全宽2,800毫米。车体底架采用了无中梁的框架式承载结构以减轻重量，底架由侧梁、端梁、枕梁等部分组成。虽然取消了底架中部贯穿全车的中梁，但为了提高车体的抗冲击性能，因此在枕梁和端梁之间沿车钩纵向中心线设置了一段较短的中梁，与侧梁共同全部承受总纵向拉伸或压缩力，车体钢结构可承受超过80吨的纵向压缩载荷。

### 电气系统

#### 主电路
ED75型电力机车是交—直流电传动的整流器式电力机车，机车主电路由空气断路器、主变压器、磁放大器、整流器、牵引电动机、电路保护装置等部分组成。机车从架空接触网获取高压交流电，首先由主变压器和磁放大器降低和调节电压，再通过硅整流器转换成脉流电（即方向不变而只有电压变化的直流电），然后供电给四台并联的牵引电动机。
ED75型电力机车主电路的最大特点，是在日本首次采用了级间相控调压的控制方式。级间相控调压是由以往调压开关有级调压（例如EF70、ED74型电力机车）向晶闸管相控无级调压（例如ED77、ED78型电力机车）过渡期间的控制方式，ED75型电力机车使用变压器低压侧调压配合磁放大器相位控制，来实现牵引电动机端电压的平滑调节。
机车通过改变主变压器次边绕组的匝数，构成共13个大调压级，每升一级则电压提高96伏特；并在每个大调压级内，利用两个磁放大器的相位控制平滑调节输出电压。ED75型电力机车首次采用了LTC2型无电弧调压开关切换器，避免切换时接触器带负载开断而产生电弧，切换器包括13个调压开关和2个转换开关，级位转换通过电动凸轮轴控制器进行，开关切换器的控制采用无触点控制电路。
机车装有两台MA1型干式风冷磁放大器。磁放大器实际上是一种自饱和电抗器，由两个绕有直流控制绕组和交流负载绕组的铁芯组成，通过改变控制电流可改变铁芯磁通密度。由于铁芯在磁饱和前具有高电感、高阻抗及磁饱和后具有低电感、低阻抗的特点，因此改变每个导通周期内正负半周当中饱和或非饱和状态的持续时间就可以控制输出电流，其工作原理和晶闸管十分相似，相当于改变晶闸管的导通角和控制角。

#### 主变压器
机车装用一台TM11A型壳式单相主变压器（300番台机车装用TM11B型），冷却方式为强迫油循环导向风冷却，并使用了轻量化的鋁製冷却器。原边输入电压为20千伏，冬季额定容量为2710千伏安（开启列车供电），夏季额定容量为2330千伏安（关闭列车供电）。变压器次边有三个绕组，包括一个向主电路供电的牵引绕组（额定电压为1248伏特，额定容量为2200千伏安）、一个向辅助系统供电的辅助绕组（额定电压为384伏特，额定容量为130千伏安）及一个向旅客列车供电的供电绕组（额定电压为1470伏特，额定容量为380千伏安）。由于ED75型电力机车采用低压侧调压，无需高压侧调压变压器的自耦变压绕组，因此主变压器重量和体积亦相应减少。

#### 硅整流器
整流装置采用两组硅整流器，其中一组主整流器向机车主电路供电，另一组供磁放大器复位电路使用，均采用强迫通风冷却。主整流器使用DJ15型硅二极管（最大反向电压为1300伏特，最大反向脉冲电压为1600伏特，平均整流电流为200安培），由四个桥臂组成单相桥式全波整流电路，每一桥臂由十个并联支路组成，每个支路有五个串联连接的硅元件，每台机车共使用200个硅元件。主整流器额定功率为1836千瓦，额定整流电压为900伏特，额定电流为2040安培。

#### 牵引电动机
每台转向架安装两台MT52型四极串励直流牵引电动机（从101号机车开始使用经改良的MT52A型），这是日本国铁新型直流和交流电力机车通用的标准型牵引电动机，小时功率为475千瓦，持续功率为425千瓦，额定电压为900伏特，定子绕组采用环氧树脂浸渍绝缘以提高绝缘及耐热性能。牵引电动机回路串接有平波电抗器，以减少整流电流的脉动成分和改善电动机的换向性能。为扩大机车的恒功调速范围，还可以对牵引电动机使用二级磁场削弱，削弱率最深可达60%。

#### 电气供暖
ED75型电力机车设有列车供电系统，能够在冬季为旅客列车的电热取暖装置直接供电，由主变压器的供电绕组向列车输出1470伏特单相交流电，司机室侧门旁边并装有一盏供电状态指示灯。列车供电系统还可以根据环境温度对输出电压作三档调节（1470伏特、1280伏特、1056伏特）。机车两端设有KE3型供电插座，通过供电线与列车连接。

#### 辅助电路
ED75型电力机车的辅助电路系统主要采用三相交流传动。牵引电动机通风机、平波电抗器通风机、电动空气压缩机等均采用三相鼠笼式异步电动机驱动。辅助电路系统由主变压器辅助绕组供电，并由一台旋转式劈相机将单相交流电转换成三相交流电，额定电压为400伏特50赫兹或440伏特60赫兹（300番台）。另外还设有一台小型电动发电机，为控制电路、照明电路、蓄电池充电供应100伏特直流电。

### 转向架
机车走行部为两台二轴转向架，其中一端和二端转向架分别为DT129A、DT129B型，其结构与ED74型电力机车所使用的DT129型转向架基本相同，但缩短了固定轴距以减轻重量。构架采用“日”字形的钢板焊接结构，轴箱采用导框式定位结构，转向架固定轴距为2500毫米。牵引电动机悬挂装置采用轴悬式，牵引电动机的一侧通过抱轴承刚性地支承在车轴上，另一侧通过橡胶弹性元件悬挂在转向架构架上，牵引电动机输出的转矩通过一级减速齿轮传动轮对，齿轮传动比为4.44（16：71）。
转向架采用无摇枕的全旁承支重结构，车体全部重量通过四组旁承弹簧由两台转向架支承。一系悬挂为轴箱顶端螺旋弹簧，二系悬挂为构架外侧的旁承弹簧，旁承弹簧采用每侧两个并联的螺旋圆弹簧组，并配有垂向油压减震器。此外，车体和转向架之间还设有回转限位装置和抗蛇行减震器。基础制动装置为双侧闸瓦制动，每个轮对左右各设有一个制动缸，并设有制动横梁以保证两侧闸瓦同步作用，另外还设置了闸瓦间隙调整器。
和ED74型电力机车一样，ED75型电力机车亦采用了“Z”字形低位斜牵引杆装置来传递牵引力和制动力。牵引杆和牵引拉杆座呈对角斜对称布置，与连接于构架下的三角形回转支承和横向连杆组成牵引杆系统，使牵引杆的牵引点交于轨面，理论上转向架内无轴重转移，以充分利用机车粘着重量及减少轴重转移。

## 重大事故
- 1974年7月10日，台风“吉达（日语：昭和49年台風第8号）”为日本本州地区带来大量降水，并使许多地方发生不同程度的山体滑坡。当日，秋田机关区的ED75 736号机车，加挂补机ED75 732号机车，重联牵引八户（日语：八戸貨物駅）开往百济（日语：百済貨物ターミナル駅）的8090次货物列车，经由羽越本线向南方运行。凌晨2时42分钟左右，当列车运行至羽越本线羽後本莊至西目间，在船冈隧道入口处突然发生山体滑坡，因坍塌体落下线路，造成列车脱轨颠覆。受损严重的736号机车因无法修复，于1974年8月12日正式报废拆解。而732号机车则被修复，后来又被改造为ED79型110号机车[14]。
- 1983年5月30日清晨，ED75 1003号机车牵引隅田川开往札幌貨物總站的货物列车经由东北本线运行。上午6時5分，当列车通过北福冈站（今二户站，属IGR岩手銀河鐵道線）内平交道口时，与一辆满载木材的拖挂卡车相撞。该机车于同年11月10日除籍报废[15]。
- 1988年8月29日晚上，ED75 1014号、1032号机车重联牵引隅田川开往札幌货物总站的货物列车经由东北本线运行。晚上7時12分，当列车运行至六原至北上间的大泽桥附近，因持续大雨导致路基坍塌，造成列车脱轨颠覆的事故。两台机车于同年11月2日除籍报废。
- 1990年7月22日，ED75 104号机车在东北本线剑吉站（今属青森鐵道青森鐵道線）附近发生平交道口事故。该机车于1992年5月29日除籍报废[15]。
- 1994年12月7日上午，ED75 716号机车牵引八户开往盛冈的522次普通旅客列车经由东北本线上行线运行，因待避后续的“初雁號”特急列车而进入瀧澤車站（今属岩手銀河鐵道線）2道停靠。上午7時35分，522次列车从瀧澤車站发车，列车走行约100米后，机车及机后两位客车脱轨并侵入相邻的下行线。此时，由两台ED75型电力机车重联牵引、由梶谷货物总站（日语：梶ヶ谷貨物ターミナル駅）开往札幌货物总站的货物列车正在进入瀧澤車站，并与侵入下行线的车辆发生侧面冲突，造成货物列车的两台机车大破，其中担当补机的ED75 127号机车没有被修复，并于1998年11月19日除籍报废[15]。
- 2003年7月8日上午，ED75 1002号机车牵引3083次货物列车经由东北本线运行。上午8時41分，当列车运行至新白河站附近一处平交道口时，与一辆穿越铁路的汽车发生相撞。该机车后来被存放于仙台机关区但没有被修复，并于2005年除籍报废[15]。
- 2011年3月11日下午，ED75 1039号机车牵引札幌货物总站开往隅田川的92次高速货物列车经由常磐线运行。下午2時46分，由于发生东日本大地震，列车在浜吉田至山下间紧急停车，随之而来的海啸使整列列车脱轨颠覆。司机逗留在机车内遭遇了第一波海啸，并在第二波海啸到来前逃往附近民居避难[16]。该机车于同年11月在事故现场解体。

## 车辆保存
- ED75 1号机车：静态保存于新干线综合车辆中心（日语：新幹線総合車両センター）。
- ED75 501号机车：静态保存于小樽市综合博物馆。
- ED75 775号机车：静态保存于铁道博物馆。